# Юсупов, Шарофиддин Исомиддинович
Шарофиддин Исомиддинович Юсупов (29 апреля 1945, Риштан, Ферганская область) — советский, узбекский гончар, мастер-керамист «наккош», Лауреат премии ВЛКСМ, дипломат ЮНЕСКО, действительный член Академии художеств Узбекистана (1997).

## Биография
Шарофиддин Юсупов родился в семье потомственного керамиста усто Исамиддина Юсупова (1884—1959) — первого керамиста — зардпаза в династии веретенщиков-дукчи в махалле Дукчион Риштана.
Учился у своего отца а так же у мастеров Хатамали Палванова, Хакимджона Саттарова, Ибрагима Камилова, Мусы Исмаилова и Холмата Юнусова — лучших мастеров Риштана воспринял традиции кистевой росписи и сюжетных «натюрмортных» композиций.
Главным авторитетом считает Ибрагима Камилова, у которого учился с 1962 г. С 1978 по 1980 гг. — главный художник Риштанского керамического завода. С 1970 года — постоянный участник выставок народного искусства в Узбекистане и за рубежом.
Произведения мастера находятся в Государственном музее искусств Узбекистана, в Государственном Эрмитаже, Дирекции художественных выставок Академии художеств Узбекистана, Музее декоративно-прикладного искусства Узбекистана, Ферганском областном краеведческом музее, Самаркандском государственном объединённом историко-архитектурном и художественном музее-заповеднике, Музее искусств Киргизстана, Музее искусств народов Востока в Москве, Музее этнографии в Санкт-Петербурге, в Музее этнографии Эстонии (Тарту) и многих других зарубежных коллекциях.
Семейную традицию продолжает сын — Фирдавс Юсупов. С 1997 года — отец и сын — члены Ассоциации народных мастеров Узбекистана «Хунарманд».

## Награды
- 1978 — лауреат премии ВЛКСМ (за возрождение традиционного мастерства).
- 1996 — удостоен диплома ЮНЕСКО.
- 1997 — действительный член Академии художеств Узбекистана[2].
- 2022 — Орден «Уважаемому народом и Родиной»[5].